# فرانچسکو آنتونیو سانتوری
فرانچسکو آنتونیو سانتوری (آربریشت: Françesk Anton Santori یا Ndon Santori؛ ۱۶ سپتامبر ۱۸۱۹ – ۷ سپتامبر ۱۸۹۴) نویسنده، شاعر و نمایشنامه‌نویس ایتالیایی‌تبار اربرش بود. نمایشنامه او Emira اولین درام اصلی آلبانیایی است که تا کنون نوشته شده‌است.

## زندگی‌نامه
سانتوری در ۱۶ سپتامبر ۱۸۱۹ در سانتا کاترینا آلبانزه، یک شهر آربرش در استان کوزنتسا، در جنوب ایتالیا به دنیا آمد. در سال ۱۸۳۵ در سن شانزده سالگی تصمیم گرفت کشیشی شود و آموزش خود را برای کشیشی آغاز کرد. در سال ۱۸۴۳ او وارد صومعه فرانسیسکن‌ها در سان مارکو آرجنتانو شد. در سال ۱۸۵۸ او تلاش کرد تا صومعه‌ای در لاتتاریکو تأسیس کند و در سال ۱۸۶۰ زندگی رهبانی را رها کرد.
او به زندگی در سانتا کاترینا آلبانزه ادامه داد. در سال ۱۸۸۵ او به عنوان کشیش در کلیسای جرتزتو منصوب شد و تا زمان مرگش در ۷ سپتامبر ۱۸۹۴ در آنجا کار کرد. 

## آثار
سانتوری در طول زندگی خود شعر، رمان، نمایشنامه و داستان کوتاه و یک کتاب دستور زبان آلبانیایی نوشت و همچنین ۱۱۲ حکایت‌های ازوپ را اقتباس کرد. سانتوری اولین شعر خود را با عنوان کتاب آهنگ آلبانیایی در دهه ۱۸۳۰ نوشت و به پایان رساند و آن را در سال ۱۸۴۶ منتشر کرد. آهنگ آلبانیایی غزلی طولانی است که به عشق و طبیعت اختصاص دارد. این شعر تحت تأثیر آهنگ میلوسائو از جیرولامو د رادا بود. در سال ۱۸۴۸ او سرودی به زبان آلبانیایی با عنوان رقص شادی بزرگ ساخت که در ۲۳ فوریه ۱۸۴۸ در مجله د رادا آلبانیایی-ایتالیایی منتشر شد.
در سال ۱۸۴۸ شعر سیاسی دوزبانه او با عنوان «زندانی سیاسی» که به زبان‌های آلبانیایی و ایتالیایی سروده شده بود، در ناپل منتشر شد. این شعر، تغییرات زندگی یک خانواده تحت آزار و اذیت را در طول انقلاب‌های ۱۸۴۸ در ایالت‌های ایتالیا روایت می‌کند. در طول سال‌های اقامتش در صومعه‌ی فرقه‌ی اصلاح‌شده در چرزتو، او دو اثر مذهبی نوشت. اثر اول، یک شعر مذهبی با عنوان «تسبیح مریم مقدس» (Rosary of Virgin Mary) است که به زبان آلبانیایی نوشته شده و در سال ۱۸۴۹ در کوزنتسا منتشر شده است. دومین اثر، مجموعه‌ای ۲۳۰ صفحه‌ای از دعاها، متون مذهبی و ترجمه سرودهای مذهبی با عنوان مسیح مقدس (به انگلیسی: The Sanctified Christian) است که در سال ۱۸۵۵ در ناپل منتشر شد. این کتاب شامل بخش‌هایی از کتاب کونئوس پروفتاروم است که در سال ۱۶۸۵ منتشر شد و توسط پِتِر بوگدانی، یکی از مهمترین نویسندگان ادبیات اولیه آلبانی، نوشته شده است. سانتوری گزیده‌هایی از کونئوس پروفتاروم را در کتاب خود گنجانده است تا نمادی از تداوم ادبیات مذهبی آلبانی باشد.
سانتوری نمایشنامه‌های زیادی نوشت، از جمله کمدی‌ها و تراژدی‌های ملودرام که برخی از آنها ناتمام مانده‌اند. نمایشنامه‌های او شامل یروبوم، یک تراژدی با محتوای کتاب مقدس و آلسیو دوکاگینو، یک ملودرام نوشته شده بین سال‌های ۱۸۵۵ تا ۱۸۶۰ است که زندگی لک دوکاگینی، شاهزاده آلبانیایی که علیه امپراتوری عثمانی جنگید، را روایت می‌کند. مشهورترین نمایشنامه او، امیرا، که عنوانش از نام شخصیت اصلی آن گرفته شده است، اولین درام اصیل آلبانیایی است که تاکنون نوشته شده است. این درام، ماجراهای امیرا، کالینا، آلبنچی و میرجانی را در جریان یک شورش اجتماعی در کالابریا و زندگی در جوامع آربرشه روایت می‌کند. برخی از بخش‌های این نمایشنامه در ابتدا در مجله پرچم آلبانی و بعداً در گلچین آلبانیایی اثر جروم دِ رادا منتشر شد. در سال‌های اخیر، ۱۸۴۵ سطر شعر طنز نوشته شده توسط سانتوری یافت شده است.
بیشتر رمان‌ها و داستان‌های کوتاه سانتوری پس از مرگش در سال ۱۸۹۴ منتشر شدند. رمان‌های او شامل «سوفیا کومینیاته»، رمانی ناتمام است که در دو نسخه نوشته شده است. نسخه اول شامل ۲۸۲ صفحه است و به زبان آلبانیایی نوشته شده است، در حالی که نسخه دوم، که به زبان ایتالیایی نوشته شده است، شامل ۷۱۴ صفحه است. هیچ نسخه‌ای از رمان او «دختر نفرین‌شده» که به زبان آلبانیایی نوشته شده، باقی نمانده است. او همچنین رمان «سرباز آلبانیایی» (Il soldato albanese) را به زبان ایتالیایی نوشت.

## تأثیرات و سبک
آثار سانتوری به شکل باستانی زبان توسک آلبانیایی نوشته شده‌اند و علی‌رغم سبک املایی‌اش، عموماً برای مخاطبان قابل فهم‌تر هستند. او در آثارش از سیستم املایی خود بدون هیچ دقت آوایی استفاده می‌کند. مضامین رایج در آثار سانتوری شامل زندگی روستایی، دوره اتحادیه لژه در تاریخ آلبانی و آداب و رسوم جوامع آربرشه است. اشعار سیاسی او حاوی مضامین اخلاقی است که ایده‌ها و احساسات اصلی شخصیت‌های هر شعر را توصیف می‌کند. در چندین شعر خود مانند رقص شادی بزرگ، سانتوری عناصر فولکلور فرهنگ آلبانی مانند ترانه‌ها و رقص‌های عامیانه را توصیف می‌کند.